# Heinrich Compenius der Ältere
Heinrich Compenius der Ältere (* zwischen 1530 und 1540 in Fulda; † 2. Mai 1611 in Nordhausen) war ein deutscher Orgelbauer, Organist und Komponist.

## Leben und Werk
Compenius (auch: Cumpenius, so die Schreibweise der Familie bis 1606) wurde als Sohn einer protestantischen Handwerkerfamilie Cumpen/Cumpan in den 1530er Jahren geboren. Angeblich soll er 1546 als Organist in Eisleben an der Trauerfeier für Martin Luther beteiligt gewesen sein, was jedoch nicht nachgewiesen und wohl eine Legende ist. Heinrich Compenius ist Begründer einer der einflussreichsten mitteldeutschen Orgelbauerfamilie im Zeitalter der Renaissance und des Frühbarock. Aus der Familie sind mehr als ein Dutzend überregional bedeutende Orgelbauer in drei Generationen hervorgetreten.
Zwischen 1550 und 1560 zog Compenius nach Eisleben, wo er Organist von St. Andreas wurde. Dort heiratete er die Tochter des Pfarrers Andreas Görteler (1510–1553), Barbara Görteler (* zwischen 1540 und 1545 in Eisleben; † 1603 in Nordhausen). Mit ihr hatte er vier Söhne, die alle Orgelbauer wurden: Timotheus Compenius, Esaias Compenius der Ältere, Heinrich Compenius der Jüngere und Jacob Compenius (Sohn oder Vetter?). Die Tochter Dorothea wurde am 7. Februar 1571 in St. Andreas, Eisleben getauft und heiratete Michel Hecklauer, den Vater des Organisten Johannes Heckelauer. Nicht eindeutig ist, ob eine weitere namentlich nicht bekannte Tochter existierte, die mit Hans Hirschfelder verheiratet war.
Die Anstellung in Eisleben hatte Compenius mindestens bis 1572 inne. Dort verfasste er 1567 ein Traktat mit dem Titel Musica Teusch. Zur Ratswahl in Erfurt komponierte er 1572 die fünfstimmige Kantate „Gib Glück und Heil, Herr Jesu Christ“. Um 1576 zog die Familie nach Erfurt, wo Compenius als Mieter des Hauses „Zum schwarzen Horn“ in der Michaelsstraße nachgewiesen ist, und ab etwa 1580 nach Nordhausen.
Er bevorzugte als Orgelbauer das System der Springlade, während sein talentierter Sohn Esaias Compenius der Ältere die Schleiflade favorisierte. Die ausschließliche Verwendung der Springlade weist auf einen niederländischen Einfluss hin. 1589 kam es beim Neubau der Hettstedter Orgel zum Bruch mit seinem Sohn, der bis dahin mit ihm zusammengearbeitet hatte. Unklar ist, ob die unterschiedlichen Auffassungen zur Windlade der Anlass waren. Nachgewiesen ist, dass Vater und Sohn sich uneins geworden sind und der Vater sich verärgert aus dem Bau zurückgezogen hat.
Heinrich Compenius ist verschiedentlich bei Abnahmen von Orgeln nachgewiesen, so im Jahr 1596 bei dem legendären Organistentreffen anlässlich der Prüfung und Einweihung der Gröninger Orgel und im selben Jahr in Eisleben, St. Andreas, wo die Orgel umgebaut worden war, 1603 in Sondershausen. 1606 bewarb er sich als Organist in Frankenhausen, „dieweil ich sonsten mich orgelmachens zu begehen fest entschlossen“.

## Nachgewiesene Werke
| Jahr      | Ort       | Kirche                           | Bild | Manuale | Register | Bemerkungen |
| --------- | --------- | -------------------------------- | ---- | ------- | -------- | --- |
| 1576      | Gebesee   | Laurentiuskirche                 |      |         |          | nicht erhalten |
| 1579      | Erfurt    | Predigerkirche                   |      |         |          | 1647–1649 Pedaltürme und Rückpositiv durch Ludwig Compenius ergänzt; Gehäuse erhalten, enthält Orgelwerk III/56 von A. Schuke |
| 1580–1582 | Cönnern   | St. Wenzeslai                    |      | II/P    | 16       | nicht erhalten |
| 1587      | Harbke    | St. Levin                        |      | I/P     | 12       | 1621 durch Neubau von Gottfried Fritzsche ersetzt                                                                             |
| 1589      | Hettstedt | St.-Jacobikirche                 |      |         |          | Umbau und neues Rückpositiv, gemeinsam mit seinem Sohn; nicht erhalten                                                        |
| 1588–1590 | Fritzlar  | Fritzlarer Dom                   |      | II/P    | 27       | gemeinsam mit Timotheus Compenius; nicht erhalten                                                                             |
| 1593      | Altenburg | Schloss Altenburg, Schlosskirche |      |         |          | Reparatur; nicht erhalten |